# PC-8800系列

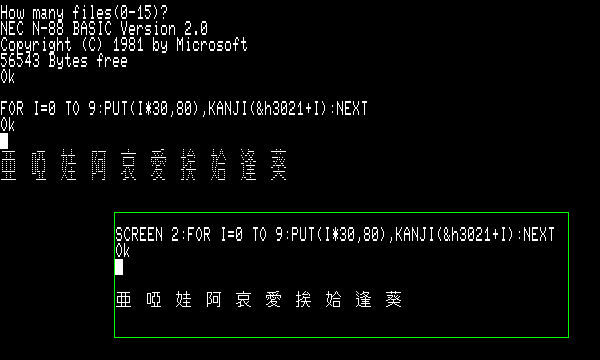
8801的漢字畫面

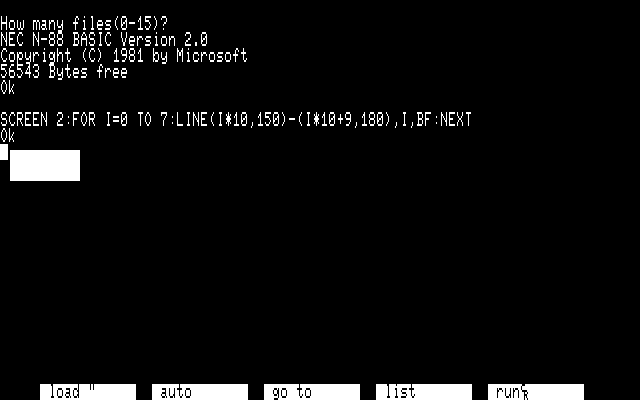
BASIC語言畫面

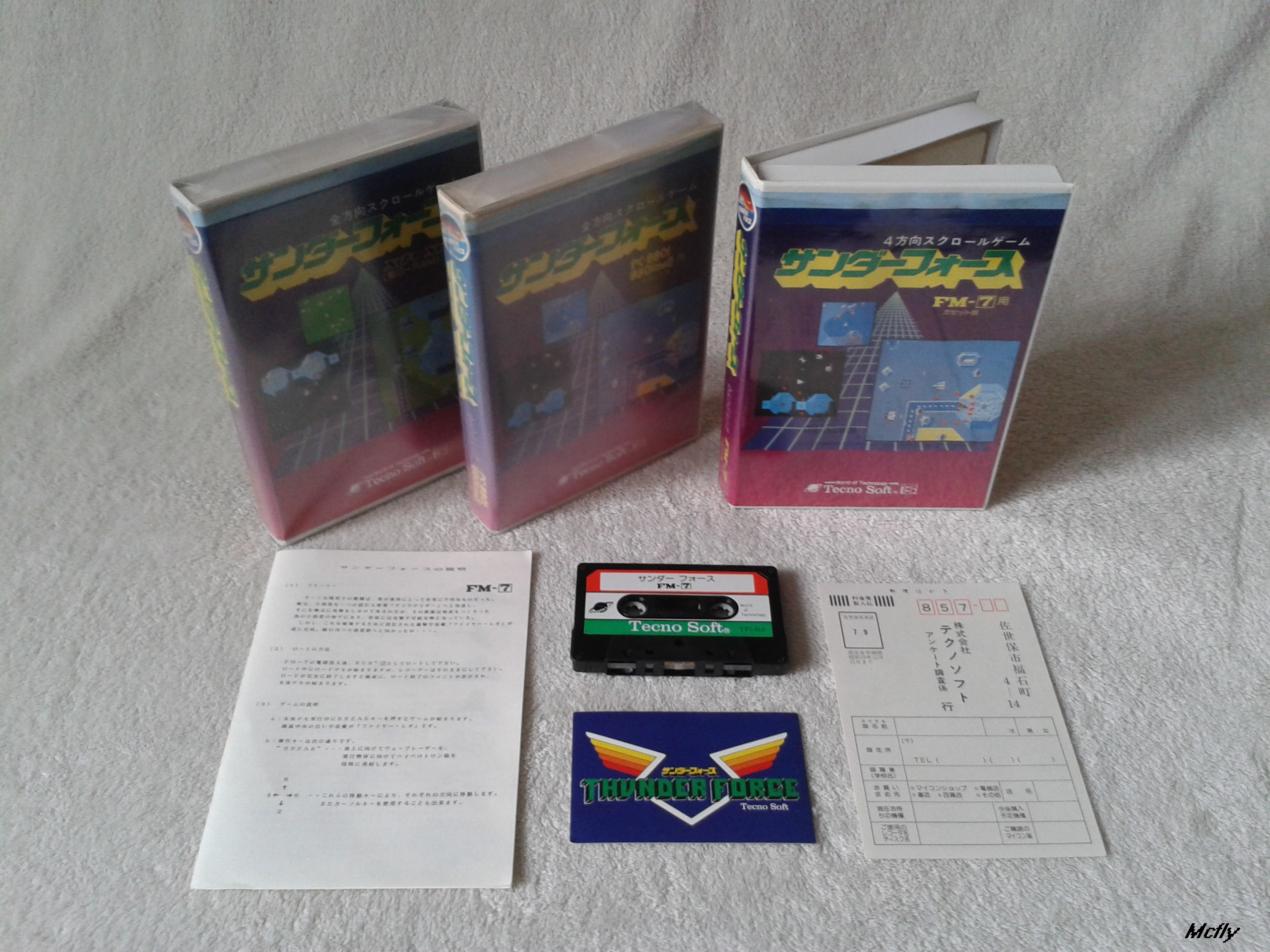
PC8801的遊戲軟體以錄音帶為媒體

PC-8800系列，简称PC-88，是由日本电气（NEC）自1981年起在日本发行（之後移交NEC Home Electronics）的一系列家用电脑产品。系列首款产品是1981年12月推出的PC-8801，其采用Zilog Z80为中央处理器，在日本非常畅销。NEC后续推出了包括PC-8801mkII、PC-8801mkIISR、PC-88VA在内的多种机型。
NEC美国子公司「NEC Home Electronics (USA)」，在美国销售了几个PC-8801的变种版。

## 软件
艾尼克斯、史克威尔、世嘉、日本Falcom、万代、HAL研究所、ASCII、波麗佳音、科技与娱乐软件、狼组、Dempa、Champion Soft、Starcraft、Micro Cabin、PSK和Bothtec等公司为PC-8801制作的独占软件。Game Arts、élf和科乐美等为PC-8801和MSX的制作了一些共同版本的游戏。许多畅销系列首发于PC-8801，如Snatcher、变型战机、Dragon Slayer、RPG制作大师和伊苏。
任天堂授权Hudson Soft将一些红白机游戏移植到此平台，如《越野机车》、《气球大战》、《网球》、《大金刚3》、《高尔夫》和《敲冰块》，以及名为《马里奥兄弟特别版》和《沙球马里奥兄弟》的新版本《马里奥兄弟》，又及《超级马里奥兄弟特别版》。
PC-8801还有自己的BASIC语支：“N88-BASIC”。